# Phân họ Người
Phân họ Người (danh pháp khoa học: Homininae) là một phân họ của họ Người (Hominidae), bao gồm Homo sapiens (người) và một số họ hàng gần đã tuyệt chủng, cũng như gôrila và tinh tinh. Phân họ này bao gồm toàn bộ các loài còn lại của họ Người, chẳng hạn như Australopithecus, và phát sinh sau khi có sự chia tách với các loại khỉ dạng người lớn mà trong đó hiện nay chỉ còn đười ươi (phân họ Ponginae) là nhóm còn sinh tồn.
Cho tới năm 1980, họ Hominidae chỉ chứa duy nhất các loài người, còn các loại khỉ dạng người lớn khác nằm trong họ Pongidae. Các phát hiện sau này đã dẫn tới sửa đổi trong phân loại, với các loài khỉ dạng người lớn (hiện nay là phân họ Ponginae) và người (phân họ Homininae) hợp nhất trong họ Hominidae. Nhưng các phát hiện sau đó lại chỉ ra rằng gôrila và tinh tinh có quan hệ họ hàng gần gũi với người hơn là với đười ươi, vì thế vị trí hiện tại của chúng cũng là nằm trong phân họ Homininae. Phân loại của siêu họ Hominoidea cũng đã có các sửa đổi trong những năm gần đây.

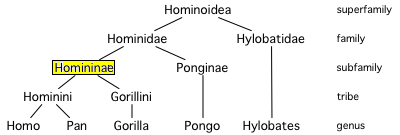
Cây phát sinh loài của siêu họ Người

Phân họ Homininae có thể chia tiếp ra thành các tông Gorillini (gôrila) và Hominini (tinh tinh và người). Loài Nakalipithecus nakayamai từng tồn tại vào đầu Hậu Miocen, được miêu tả năm 2007, và có thể là cả chi đương thời với nó (Ouranopithecus), là các thành viên cơ sở của nhánh này, và không được gán vào cả dòng dõi chứa gôrila lẫn dòng dõi chứa tinh tinh-người. Điều này gợi ý rằng các tông của phân họ Homininae đã rẽ ra không sớm hơn khoảng 8 triệu năm trước.
Thuật ngữ hominin được dùng để chỉ các thành viên của tông Hominini, thuật ngữ hominine là các thành viên của phân họ Homininae, hominid là các thành viên của họ Hominidae, còn thuật ngữ hominoid là các thành viên của siêu họ Hominoidea. 

## Phân loài
Họ Người Hominidae
Phân họ Người Homininae
- Tông Gorillini
  -     - Chi Gorilla
    - Chi †Chororapithecus
- Tông Người Hominini
  - Phân tông Người Hominina
    - Chi Vượn đất †Ardipithecus
    - Chi Vượn người phương nam †Australopithecus
    - Chi Người Homo
    - Chi †Kenyanthropus
    - Chi †Orrorin
    - Chi †Paranthropus
    - Chi †Praeanthropus
    - Chi †Sahelanthropus

  - Phân tông Panina
    - Chi Tinh tinh Pan
- Tông †Graecopithecini
  -     - Chi Graecopithecus